# George Wegner Paus
George Wegner Paus, född 14 oktober 1882 i Kristiania, död 22 december 1923, var en norsk advokat, bergsklättrare, skidpionjär, seglare, roddare, lyriker och direktör i Norsk Arbeidsgiverforening.
Han praktiserade en kort period som advokat i Kristiania år 1905 innan han i två år var konsulatsekreterare och biträdande chef vid det nya norska konsulatet i Chicago, som en av de första anställda i den norska utrikestjänsten. År 1907 återvände han till Norge som den första juristen i Norsk Arbeidsgiverforening, där han blev direktör. Han var tillsammans med Johan Castberg och Betzy Kjelsberg medlem i den norska regeringsdelegationen vid etableringen av Internationella arbetsorganisationen i Washington 1919, och var medlem i flera regeringsutnämnda utskott. Han växte upp på översta våningen i Nissens flickskola, dåtidens centrum för kvinnosaken i Norge, och föräldrarna Bernhard och Henriette Pauss var pionjärer i utvecklingen av flickors och kvinnors utbildning. George Wegner Paus var själv medlem i Norsk Kvinnesaksforening. Hans morfar var industrimagnaten Benjamin Wegner.
Han var en av Norges mest aktiva bergsklättrare i början av 1900-talet med flera förstabestigningar och tillhörde den krets av unga klättrare som från sekelskiftet lade grunden för Norsk Tindeklub. Han klättrade tillsammans med Kristian Tandberg, Eilert Sundt, Kristian Lous och Henning Tønsberg, samt med Therese Bertheau – som han känt sedan barndomen – och Harold Raeburn och Howard Priestman, som var bland de mest kända brittiska bergsklättrarna vid den tiden. Flera av bestigningarna skildrades av Tandberg i artiklar i Norsk Turistforenings årsböcker. Han var också en ivrig seglare och roddare som deltog i nationella tävlingar, bland annat landskapprodden (Norgesmästerskapet). Han skrev även dikter med skildringar av mänskliga erfarenheter i mötet med naturen. Som "hoppfull yngling på omkring 15 år" grundade han 1897 Skiklubben Starkad, en skidklubb och litterärt sällskap i norsk skidsports barndom som gav ut en tidskrift med reportage, intervjuer, dikter, teaterstycken och teckningar från sportevenemang i Norge och kontinenten och medlemmarnas sociala liv, ofta av humoristisk natur. Sällskapets historia skildrades i boken Vinterlivets rene glæder med titel från en dikt av Paus. Paus dog bara 41 år gammal 1923.